# اتحاد جنوب إفريقيا لكرة القدم
تأسس اتحاد جنوب إفريقيا لكرة القدم في عام 1932م وانضم إلى الإتحاد الدولي لكرة القدم في 1992م وإنضم إلى الاتحاد الإفريقي لكرة القدم في 1992م.